# Брун (Горњи Палатинат)
Брун (њем. Brunn) општина је у њемачкој савезној држави Баварска. Једно је од 41 општинског средишта округа Регенсбург. Према процјени из 2010. у општини је живјело 1.369 становника. Посједује регионалну шифру (AGS) 9375122.

## Географски и демографски подаци
Брун се налази у савезној држави Баварска у округу Регенсбург. Општина се налази на надморској висини од 470 метара. Површина општине износи 13,0 km². У самом мјесту је, према процјени из 2010. године, живјело 1.369 становника. Просјечна густина становништва износи 106 становника/km².